# Samuel Apór de Al-Tórja
Samuel Freiherr Apór de Al-Tórja, madžarski general, * 27. avgust 1856, † 18. avgust 1917.

## Življenjepis
Med prvo svetovno vojno je bil poveljnik 13. huzarskega polka (1908 - 1914), 6. konjeniške brigade (1914) in 5. honvedske konjeniške divizije (avgust 1914 - avgust 1917).

## Pregled vojaške kariere
Napredovanja
- generalmajor: 31. oktober 1912 (z dnem 19. novembrom 1912)
- podmaršal: 1. september 1915 (retroaktivno z dnem 29. avgustom 1915)